# Pelikánangolna-alakúak
A pelikánangolna-alakúak (Saccopharyngiformes) a csontos halak (Osteichthyes) főosztályának sugarasúszójú halak (Actinopterygii) osztályába tartozó rend. 4 család, 5 nem  és 28 faj tartozik a rendbe.
Jellemzően mélytengeri halak. Izom- és vázrendszerük igen gyengén fejlődik ki. Csontjaik vékonyak, úgyszólván alig van bennük mészsó. Fejük és garatjuk kitágult, egészen zsákszerű. Orruk igen rövid, vékony és hajlékony állkapcsaikon egy, vagy két sor karcsú, görbehegyű és ritkásan álló fog nőtt. Kopoltyúnyílásuk távolabb került a fejtől. Gyomruk rendkívüli mértékben tágulékony. Mellúszójuk kicsi, hát- és alsóúszójuk csökevényes, farkuk finom fonalban végződik.

## Rendszerezés
A rendhez az alábbi családok, nemek és fajok tartoznak.
- Cyematidae – 2 nem tartozik a családhoz
  - Cyema (Günther, 1878) – 1 faj
    - Cyema atrum

  - Neocyema (Castle, 1978) – 1 faj
    - Neocyema erythrosoma

- Pelikánangolna-félék (Saccopharyngidae) – 3 nem tartozik a csalához
  - Saccopharynx (Mitchill, 1824) – 10 faj
    - Saccopharynx ampullaceus
    - Saccopharynx berteli
    - Saccopharynx harrisoni
    - Saccopharynx hjorti
    - Saccopharynx lavenbergi
    - Saccopharynx paucovertebratis
    - Saccopharynx ramosus
    - Saccopharynx schmidti
    - Saccopharynx thalassa
    - Saccopharynx trilobatus

- Eurypharyngidae – 1 nem tartozik a családhoz
  - Eurypharynx Vaillant, 1882 – 1 faj
    - pelikánangolna (Eurypharynx pelecanoides) Vaillant, 1882

- Monognathidae – 1 nem tartozik a családhoz
  - Monognathus (Bertin, 1936) – 15 faj
    - Monognathus ahlstromi
    - Monognathus berteli
    - Monognathus bertini
    - Monognathus boehlkei
    - Monognathus bruuni
    - Monognathus herringi
    - Monognathus isaacsi
    - Monognathus jesperseni
    - Monognathus jesse
    - Monognathus nigeli
    - Monognathus ozawai
    - Monognathus rajui
    - Monognathus rosenblatti
    - Monognathus smithi
    - Monognathus taningi